# Lütje Micheels

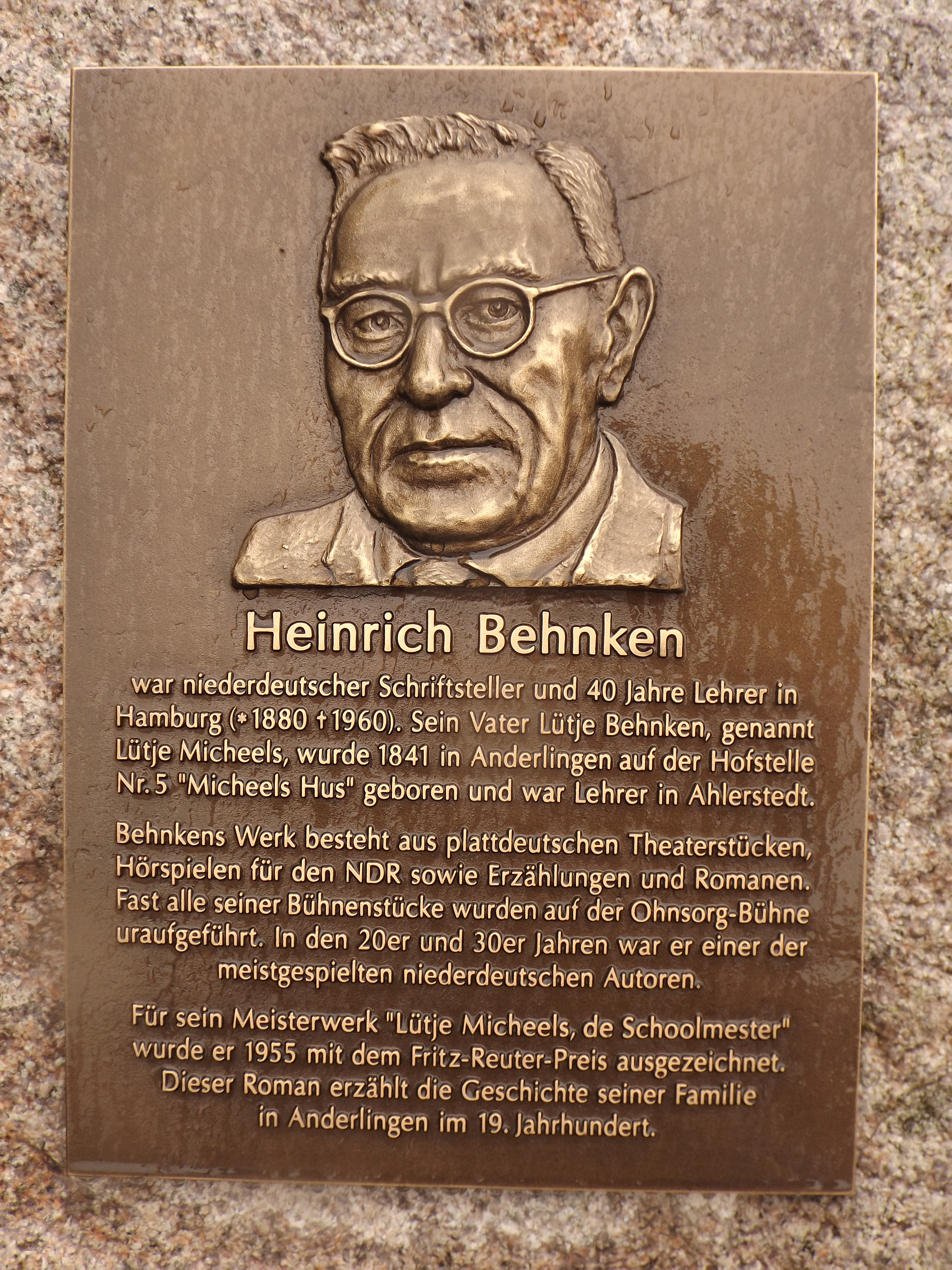
Plakette auf einem Gedenkstein in Anderlingen, der an Heinrich und Lütje Behnken erinnert.

Lütje (Lüdecke) Michaelis, niederdeutsch Lütje Micheels, (eigentlich Lütje Behnken; * 1841 in Anderlingen; † 1918 in Sittensen) war ein deutscher Lehrer und Organist, der als Vorbild des Protagonisten in dem gleichnamigen Buch seines Sohnes Heinrich Behnken diente. Für den Roman erhielt Heinrich Behnken 1955 den Fritz-Reuter-Preis.
Vor dem Besuch der Präperandenanstalt in Stade, war Micheels bereits ein halbes Jahr als Lehrer in Meinstedt und als Unterlehrer in Sittensen tätig gewesen. Dann war er Präperand in Osterholz, bis er das Lehrerseminar in Stade besuchte.
Es folgten Tätigkeiten in Lehe und Ahlerstedt, bis er 1887 Hauptlehrer, Küster und Organist in Sittensen wurde.
Lütje Micheels starb während der Grippewelle nach dem Ersten Weltkrieg.
Für den Roman wurde sein Lebensweg teilweise verändert, so hieß Sittensen zum Beispiel Westerholz.